# Centre for Iberian and Latin American Visual Studies
Das Centre for Iberian and Latin American Visual Studies (CILAVS) ist ein Bildwissenschaftliches Institut des Londoner Birkbeck Colleges.

## Auftrag

### Allgemein
Am CILAVS wird über visuelle Themen der hispanischen und lusophonischen Welt, Lateinamerikas und der Karibik geforscht. Lesungen, Filmvorführungen, Workshops und Konferenzen werden abgehalten, um die Geschichte und Theorie visueller Formen zu debattieren, sowohl über Lateinamerikanisches und Iberisches als auch darüber hinaus.
Die Forschungsprojekte umfassen ein weites Feld, von Kulturgeographie, Museologie, visuellen Formen der indigenen Völker Amerikas und Kunstgeschichte/Ikonographie der Frühmoderne, bis hin zu Stadtforschung, Filmwissenschaft, Fotografie, Medienwissenschaft und Studien materieller Kultur.

### Iberoamerican Museum of Visual Culture on the Web
Zur Unterstützung der Forschung und für die interessierte Allgemeinheit schuf das CILAVS das Iberoamerican Museum of Visual Culture on the Web, ein interaktives digitales Museum, welches Bilder zu Kultur in Lateinamerika und der Iberischen Halbinsel umfasst:
- Relics and Selves: Iconographies of the National in Argentina, Brazil, and Chile, ein 2003 aufgeschaltetes, von Jens Andermann und Patience A. Schell kuratiertes Text-Bild-Archiv dreier Nationalikonographien, welches die letzten Jahrzehnte des 19. Jahrhunderts abdeckt.[3]
- Latin American photography and film sources in the UK, ein Projekt mit dem Ziel, ein querverwiesenes Verzeichnis britischer Bildquellen (Fotografie und Film) zu Lateinamerika von der Mitte des 19. Jahrhunderts bis zum Ende des Zweiten Weltkriegs zu erstellen. Großbritanniens Präsenz in Lateinamerika hinterließ noch weitgehend unerforschte Bildarchive hauptsächlich in den Bereichen Handel, Diplomatie, landwirtschaftliche Produktion, geographische Erforschung, Anthropologie, Kultur und Religion. Die Zusammenarbeit begann mit dem British Film Institute, der Royal Geographical Society, dem Royal Anthropological Institute und dem British Museum und sollte durch den Anschluss sämtlicher britischer Archive weiter ausgebaut werden. Das Projekt wird unterstützt vom Ostrovsky Family Fund.[4]
- Weaving Communities of Practice, Resultat eines vom Arts and Humanities Research Council geförderten Forschungsprojekts über „Textilien, Kultur und Identität in den Anden“.[5]

## Mitarbeiter
Zum Lenkungsausschuss des CILAVS gehören Mari Paz Balibrea (Co-Direktorin des CILAVS), Alejandro Colás, Carmen Fracchia (ehemalige Direktorin des CILAVS), Jasmine Gideon, Oscar Guardiola-Rivera, John Kraniauskas, Luciana Martins (ehemalige Direktorin, heute Co-Direktorin des CILAVS) Margarita Palacios, Silvia Posocco und Luís Trindade.
Gastdozenten waren bzw. sind Denise Y. Arnold Renato Leão Rego María L. Ruido (2007–2008), Esther Gabara Gastón Carreño (2009–2010), Cristiana Bertazoni, Isaac Marrero Guillamón (2011–2012), Jesusa Vega (2012–2013), Benjamim Picado (2014–2015) sowie Frederico Ágoas, Rui Lopes und Ricardo Noronha (2015–2016).

## Veröffentlichungen (Auswahl)
- Luciana Martins: Photography and Documentary Film in the Making of Modern Brazil. Manchester: Manchester University Press, 2013, ISBN 978-0-7190-8991-6.
- John Kraniauskas: Políticas literarias. Poder y acumulación en la literatura y el cine latinoamericanos. Mexiko-Stadt: Flacso México, 2012, ISBN 978-607927503-7.
- Luís Trindade: Foi Você que Pediu uma História da Publicidade? Lissabon: Tinta da China, 2008, ISBN 978-972-8955-77-9.
- Luís Trindade: O Estranho Caso do Nacionalismo Português. O Salazarismo entre a Literatura e a Política. Lissabon: Imprensa de Ciências Sociais, 2008, ISBN 978-972-671-222-0.
- Mari Paz Balibrea: Tiempo de exilio. Una mirada crítica a la modernidad española desde el pensamiento republicano en el exilio. Barcelona: Montesinos, 2007, ISBN 978-84-96831-46-9.
- Felix Driver, Luciana Martins (Hrsg.): Tropical Visions in an Age of Empire. Chicago: The University of Chicago Press, 2005,  ISBN 978-0-226-16470-0.
- Luciana Martins: O Rio de Janeiro dos viajantes: O olhar britânico (1800–1850). Rio de Janeiro: Zahar, 2001,  ISBN 978-85-7110-582-9.

Zudem wirken CILAVS-Mitarbeiter wesentlich am Journal of Latin American Cultural Studies (ISSN 1469-9575) und am Journal of Spanish Cultural Studies (ISSN 1469-9818 und ISSN 1463-6204) mit.